# Tristan Vuano
 (février 2025).
Motif : Aucune source secondaire au-delà du niveau local
- Archive Wikiwix
- Bing
- Cairn
- DuckDuckGo
- E. Universalis
- Gallica
- Google
- G. Books
- G. News
- G. Scholar
- Persée
- Qwant
- (zh) Baidu
- (ru) Yandex
- (wd) trouver des œuvres sur Wikidata

| 1. | Préciser le motif de la pose du bandeau. | Précisez le motif de la pose du bandeau en utilisant la syntaxe suivante : {{admissibilité à vérifier\|date=juin 2025\|motif=remplacez ce texte par le motif}}                     |
| 2. | Informer les utilisateurs concernés.     | Pensez à avertir le créateur de l'article, par exemple, en insérant le code ci-dessous sur sa page de discussion : {{subst:avertissement admissibilité à vérifier\|Tristan Vuano}} |

Tristan Vuano est un aviateur et photographe français, né le 21 mai 1991 à Mulhouse en Alsace.

## Biographie
Tristan Vuano est un conducteur de camion spécialisé dans la logistique aéroportuaire et un photographe aérien passionné. Basé dans l'agglomération mulhousienne en Alsace, il partage son temps entre son métier à l’EuroAirport de Bâle-Mulhouse et sa passion pour la photographie aérienne,.

### Carrière professionnelle
Travaillant à l’EuroAirport de Bâle-Mulhouse, Tristan Vuano est conducteur de camion pushback, un véhicule essentiel permettant de reculer les avions avant leur décollage ou de les remiser après leur atterrissage. Son rôle est crucial dans la chaîne opérationnelle de l’aéroport, étant la dernière personne à intervenir sur un appareil avant son départ. Il pilote depuis l'âge de 18 ans.

### Photographie aérienne: une passion devenue un second métier
Parallèlement à son activité aéroportuaire, il se consacre à la photographie aérienne, une passion née il y a dans les années 2010. Pilote privé d’avion et d’ULM (paramoteur et multiaxes), il sillonne les cieux d’Alsace,, du Doubs , la Haute-Saone , du Jura, de la Savoie et des Vosges, pour capter des images vues du ciel,.
Ses clichés, pris depuis son ULM avec un matériel professionnel sont publiés dans des ouvrages d’images, des guides touristiques et la presse. Ses visuels illustrent également des articles de magazines renommés tels que Géo et Détours en France ,.
Tristan Vuano intervient dans plusieurs reportages de TF1, aux éditions de 13h et de 20h, pour illustrer les massifs des Vosges et du Jura au fil des saisons.

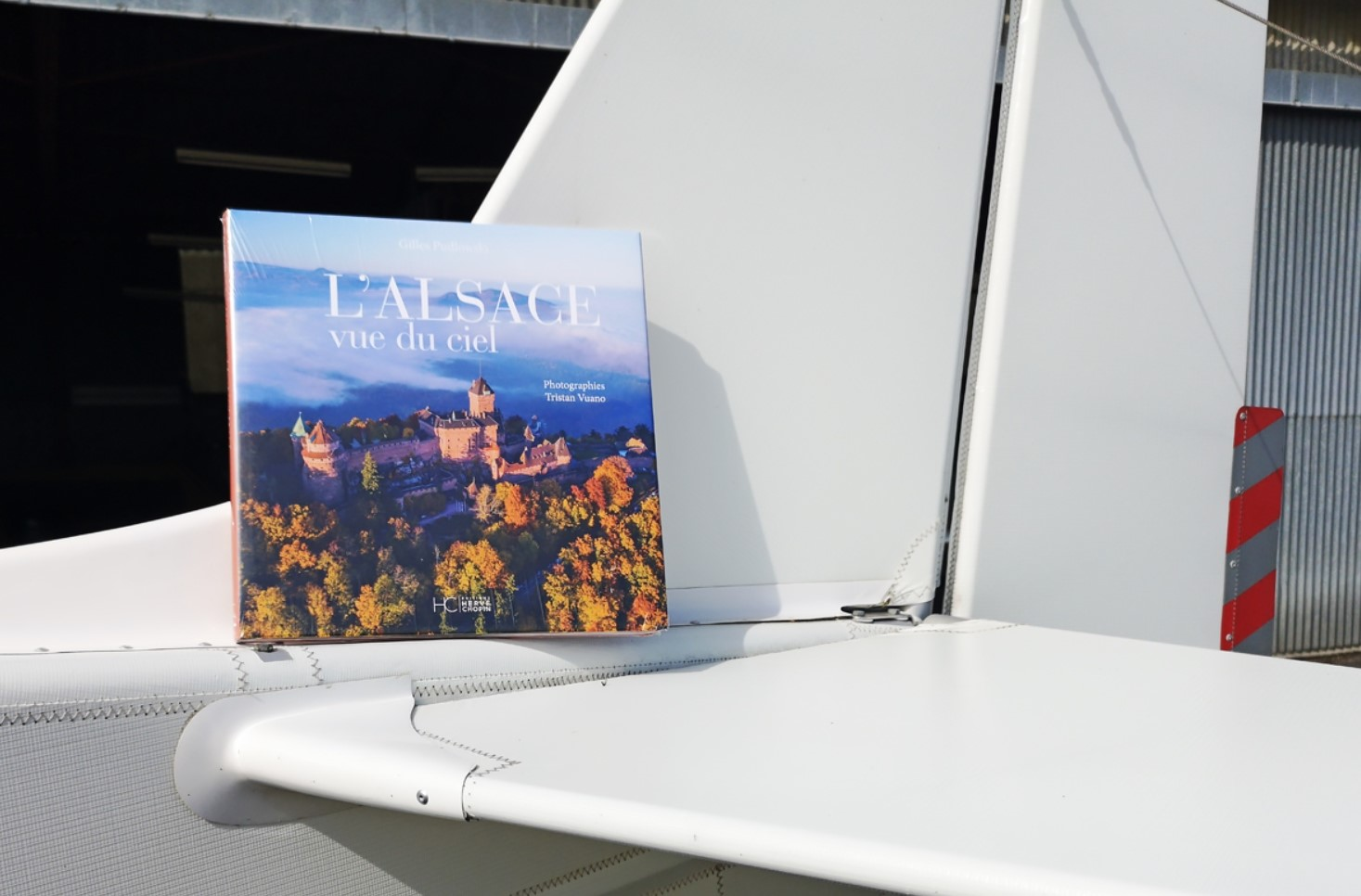
L'Alsace vue du Ciel - HC Editions - Tristan Vuano

Bien que la photographie ne soit pas son activité principale, la vente de ses images lui permet de financer ses vols et de poursuivre sa passion pour l’aviation et l’image, faisant de lui un véritable « double actif ».
En 2019, il illustre un premier ouvrage sur l'Alsace, avec les textes de Gilles Pudlowski.
En 2025, Radio France annonce un deuxième ouvrage, Les Vosges vues du ciel avec les textes de Damien Parmentier.

## Galerie de photographie (sélections)

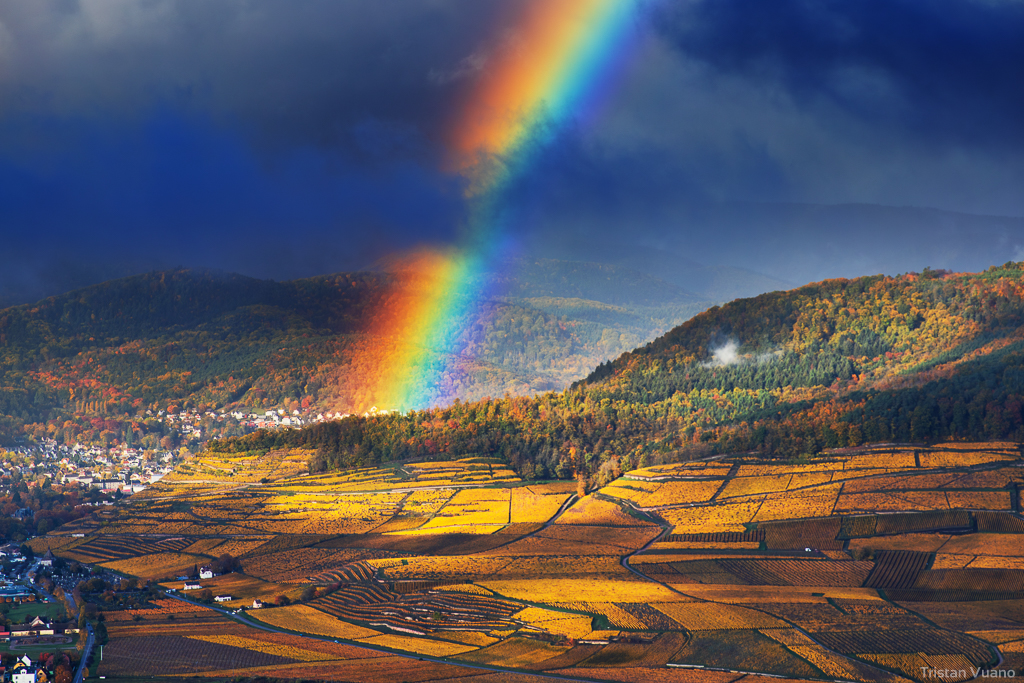
Guebwiller, Route des Vins d'Alsace
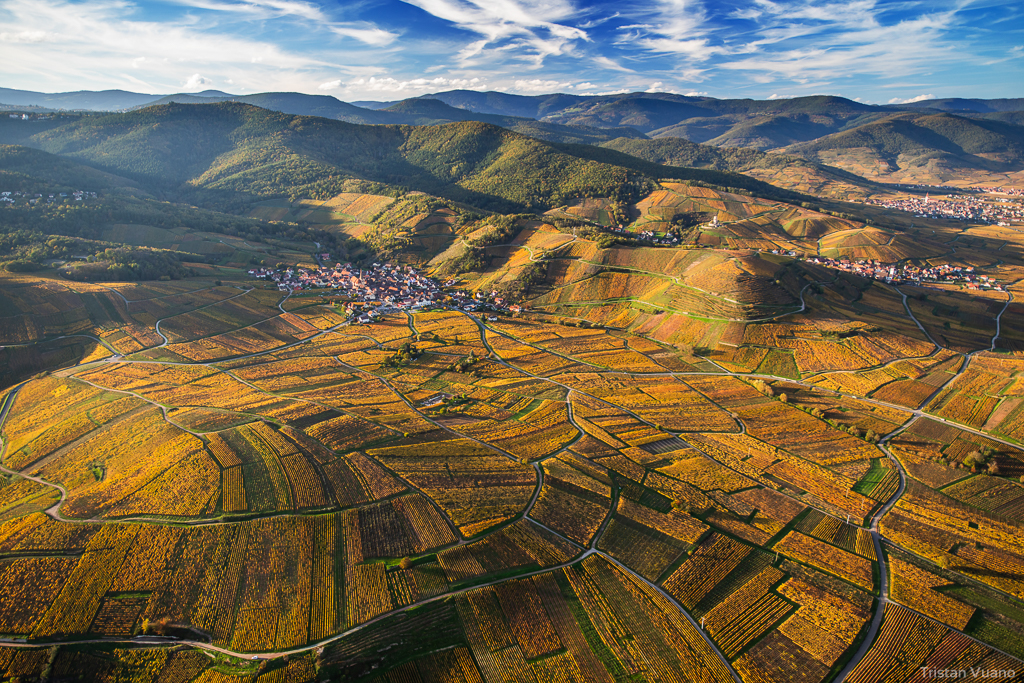
Niedermorschwihr, Route des Vins d'Alsace
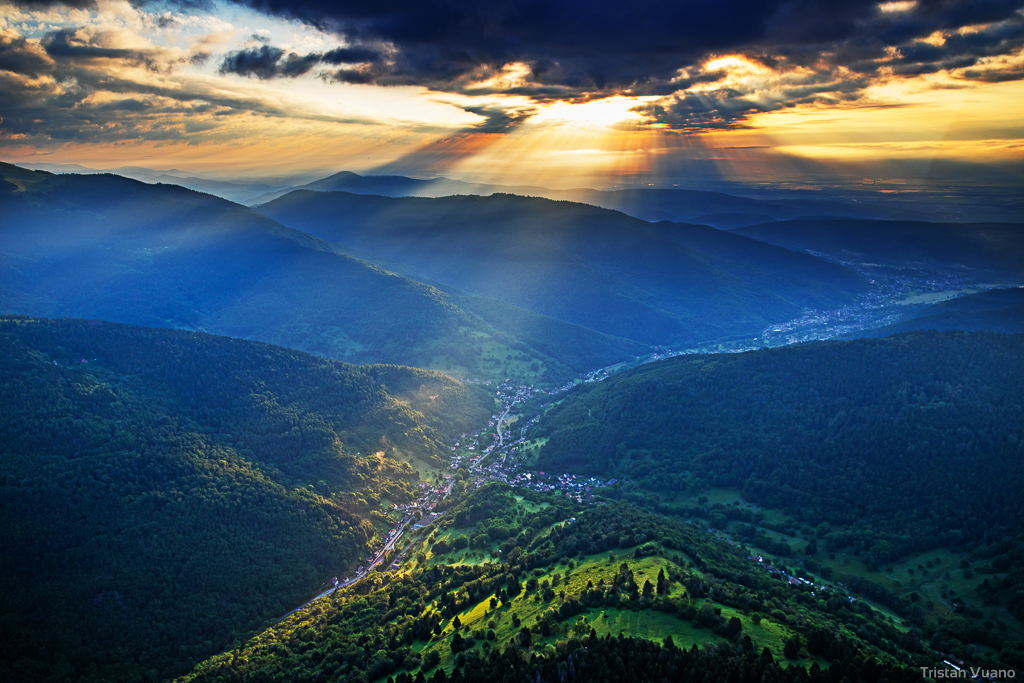
Levant Vosgien
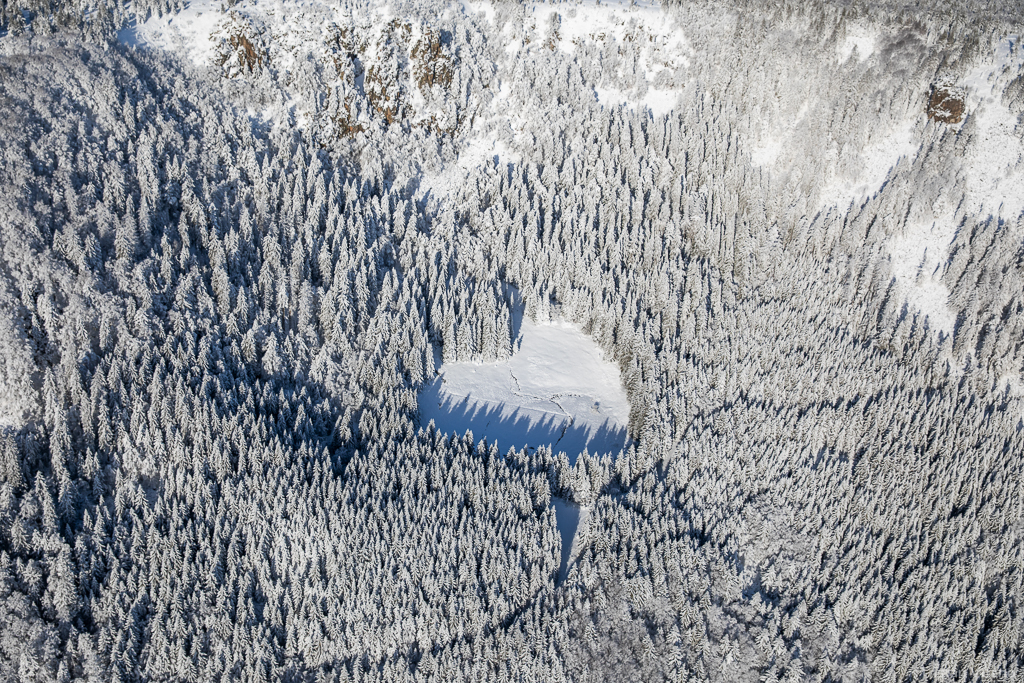
Massif des Vosges
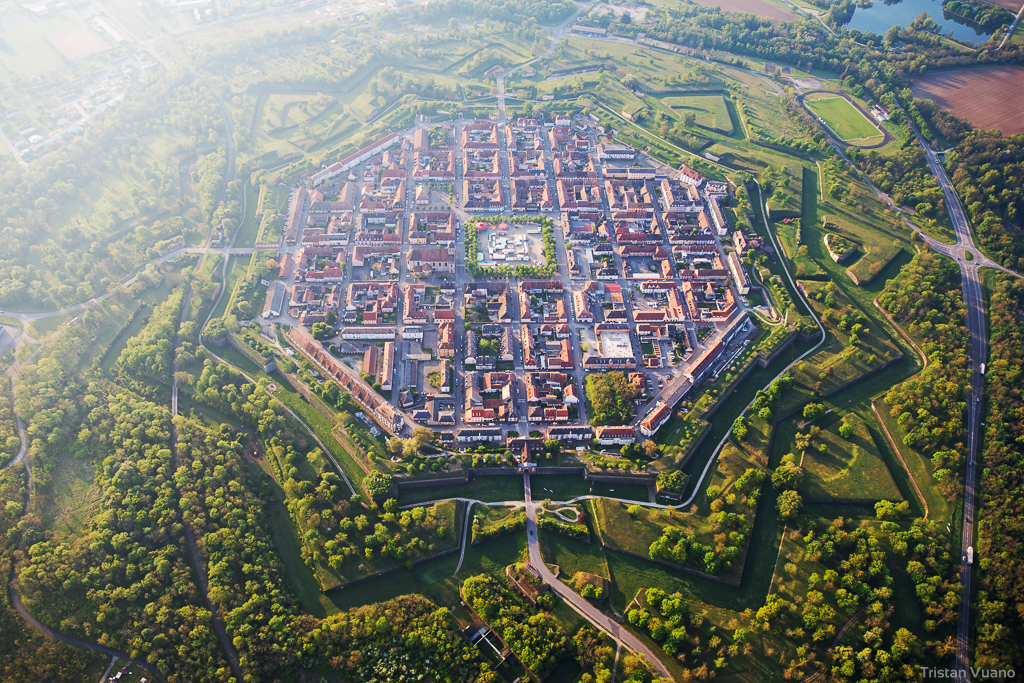
Neuf-Brisach, l'Etoile du Vauban
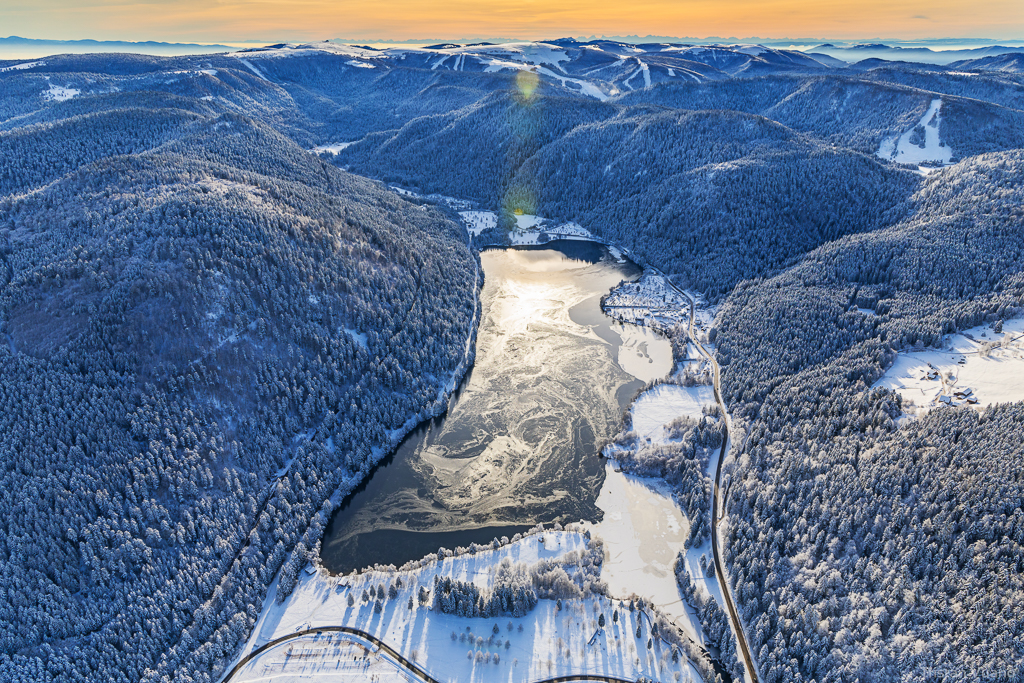
Lac de Longemer
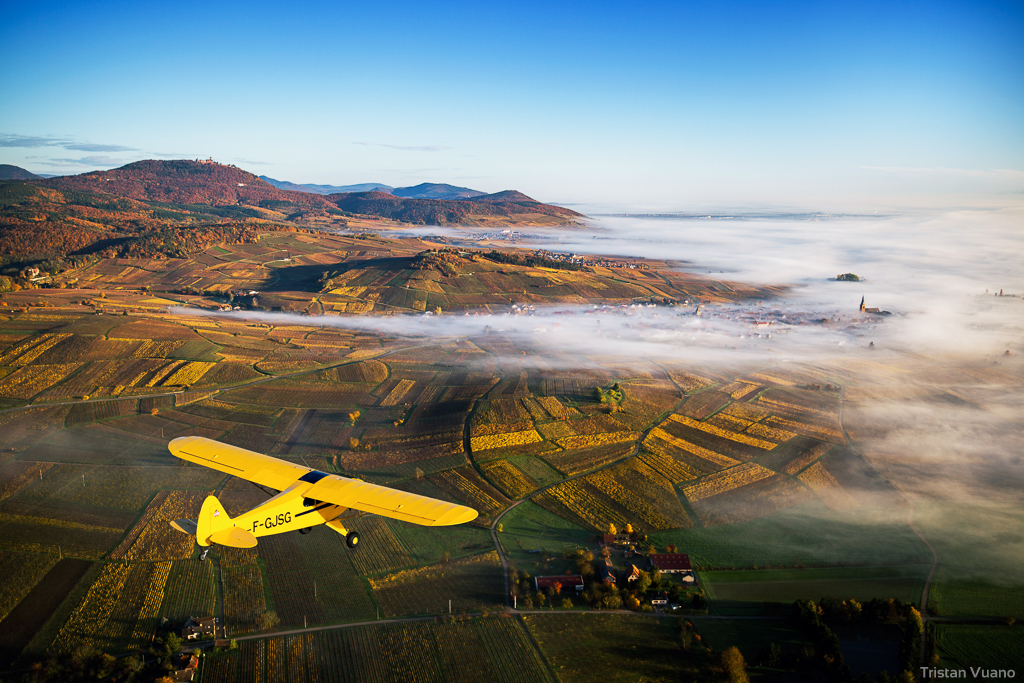
Route des vins d'Alsace
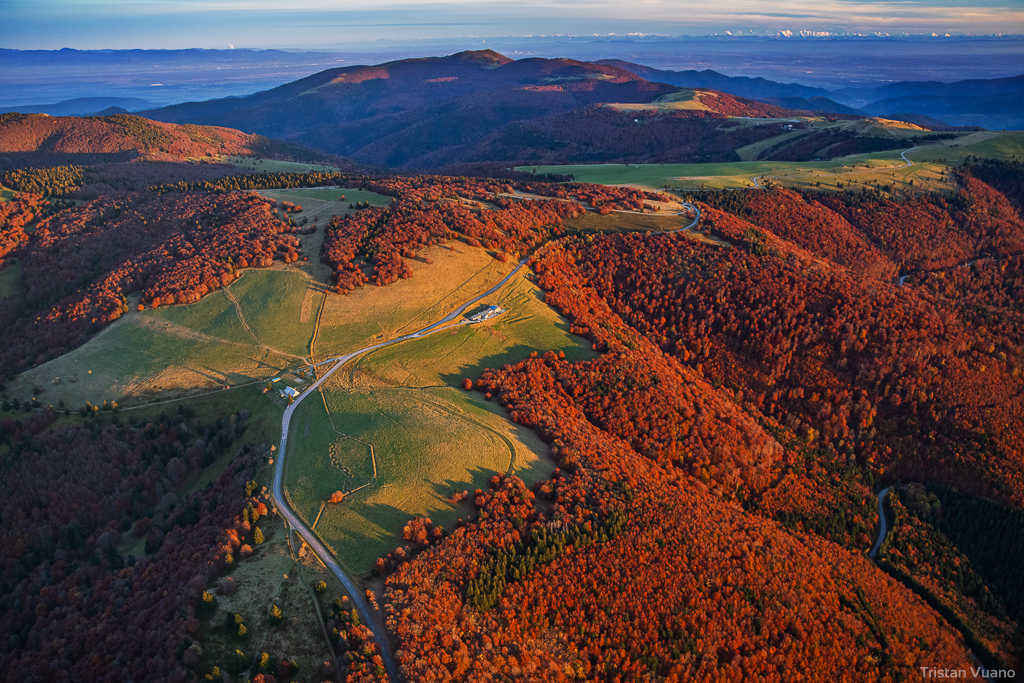
Route des crêtes automne
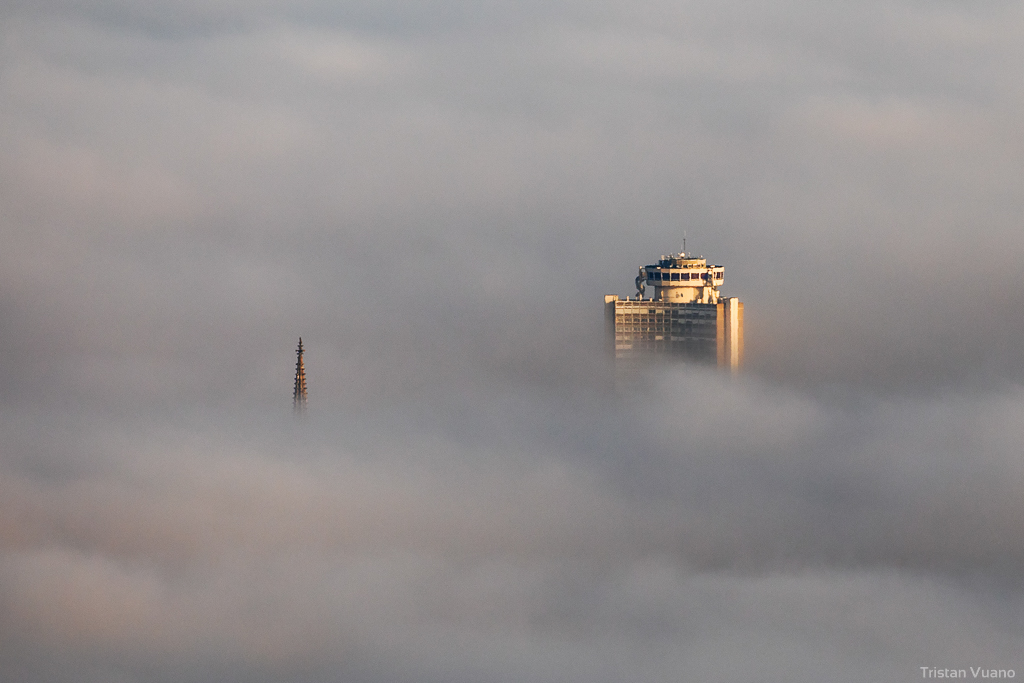
Tour de l'Europe Mulhouse
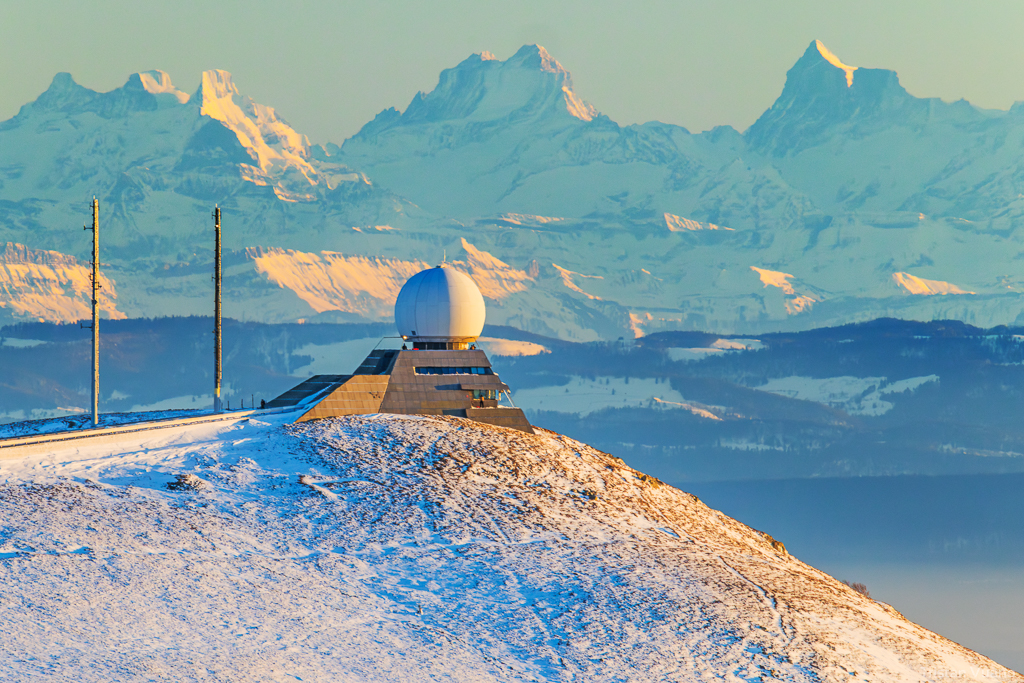
Grand Ballon versus Alpes Bernoises
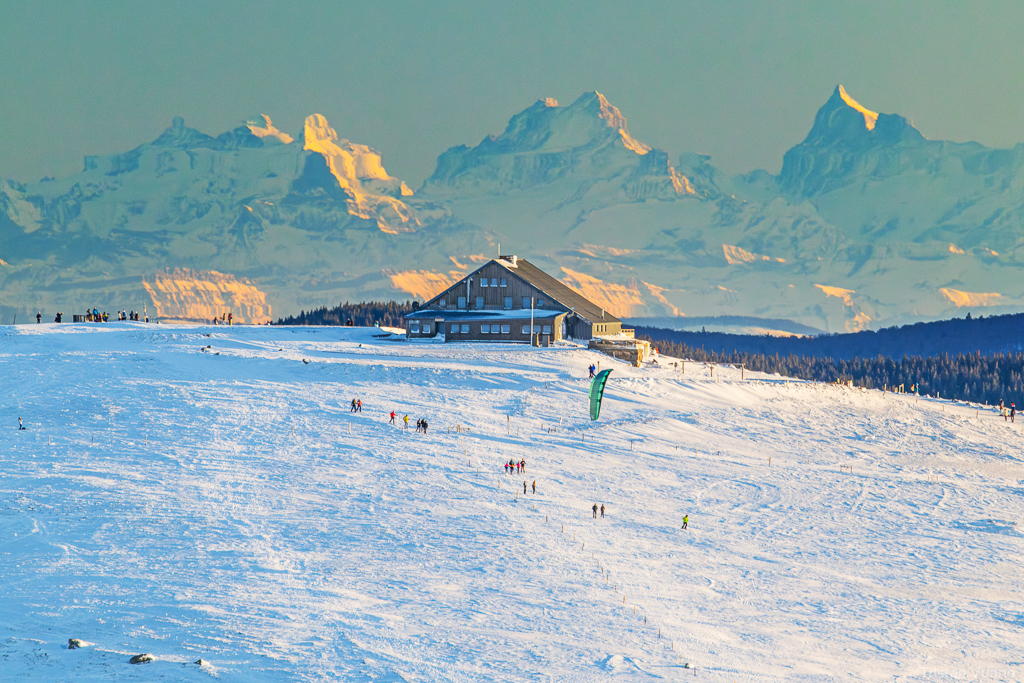
Sommet du Hohneck versus Alpes Bernoises
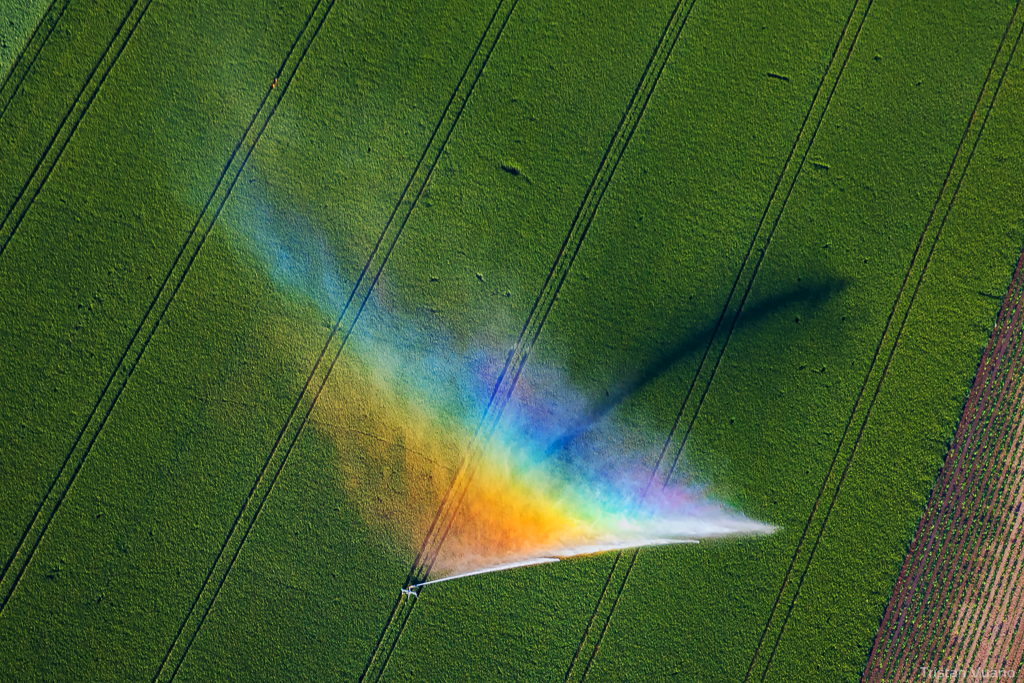
Arc-en-ciel agricole
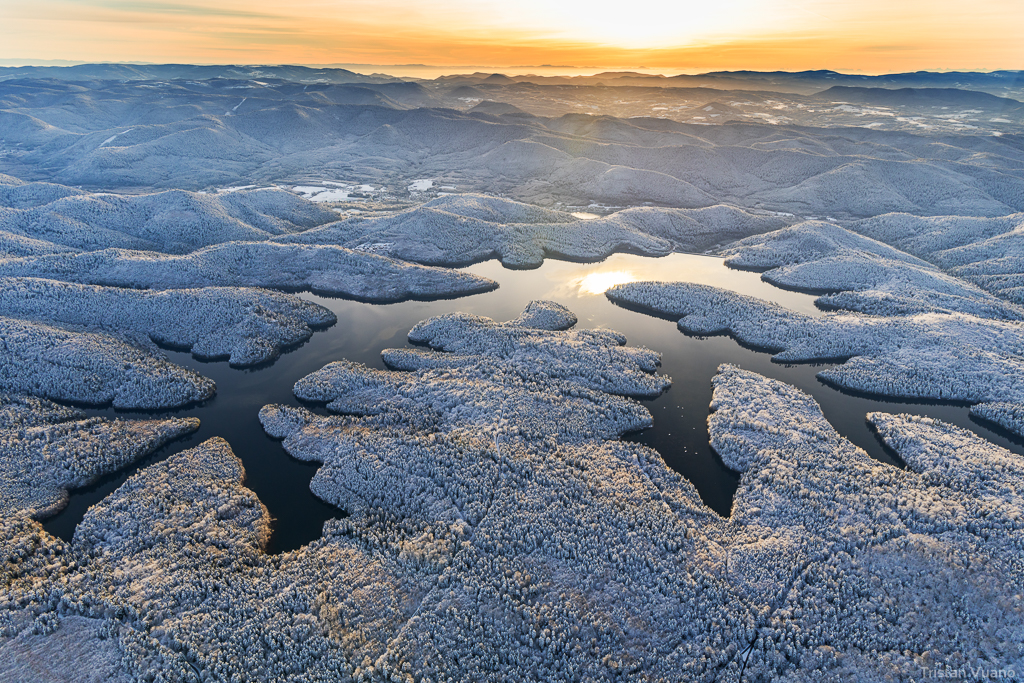
Lac de Pierre-Percée
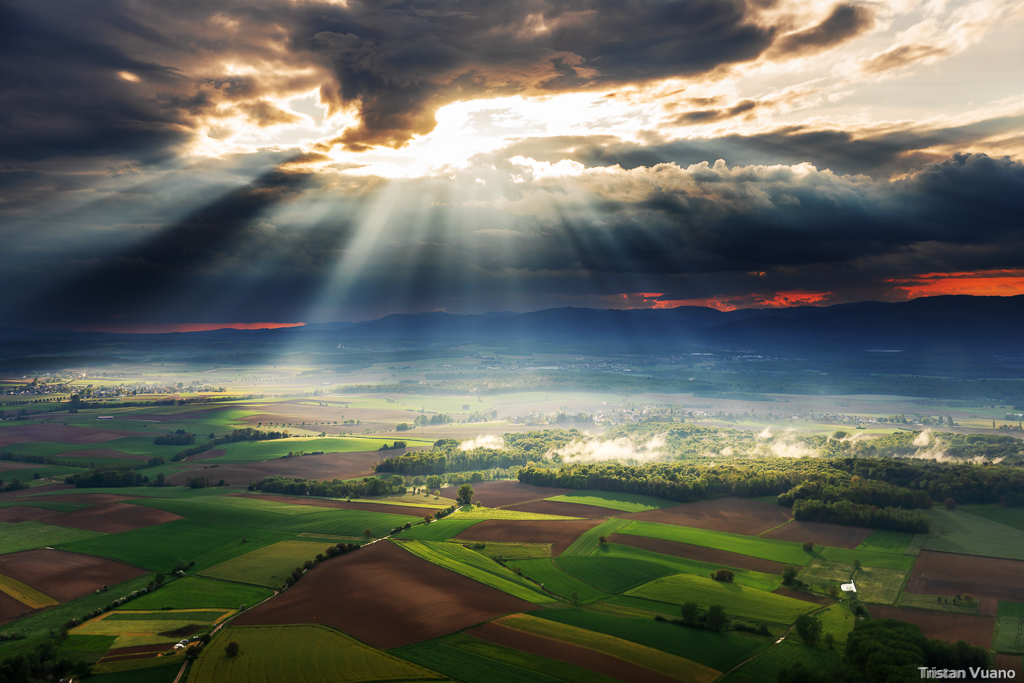
Miracle dans le Sundgau
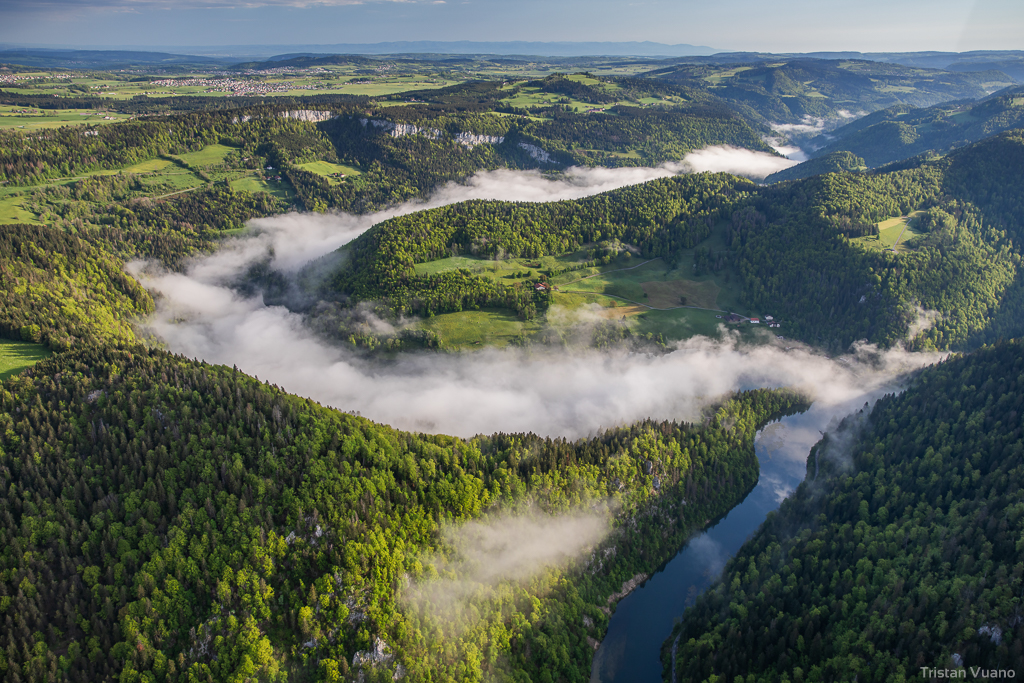
Printemps dans le Doubs